# Заслуженный изобретатель Российской Федерации
«Заслуженный изобретатель Российской Федерации» — почётное звание, входящее в систему государственных наград Российской Федерации.

## Основания для присвоения
Почётное звание «Заслуженный изобретатель Российской Федерации» присваивается авторам изобретений, имеющих важное государственное значение и внедрённых в производство, за крупный вклад в технический прогресс и многолетнюю плодотворную изобретательскую деятельность.

## Рекомендации ВОИР
29 января 2013 года Президиум Центрального совета ВОИР утвердил следующие критерии значимости вклада соискателя почётного звания «Заслуженный изобретатель Российской Федерации» в изобретательскую деятельность:
• наличие патента на изобретение, а также отзывов предприятий, учреждений и организаций о внедрении изобретения;
• указание основного направления изобретательской (рационализаторской) деятельности и какое значение оно имеет для отрасли;
• общее количество полученных патентов, авторских свидетельств, удостоверений на рационализаторские предложения;
• как долго занимается изобретательством (рационализацией);
• общий экономический эффект и доля в нём автора (в ценах такого-то года), практическое использование, социальная значимость;
• что сделано соискателем в области изобретательства и рационализации за последние 2—3 года;
• какие награды и поощрения за изобретательскую (рационализаторскую) деятельность имеет;
• другие направления деятельности, отражающие заслуги и достижения представляемого к награде.

## Порядок присвоения
Почётные звания Российской Федерации присваиваются указами Президента Российской Федерации на основании представлений, внесенных ему по результатам рассмотрения ходатайства о награждении и предложения Комиссии при Президенте Российской Федерации по государственным наградам.

## История звания

### 1992 год
После изменения наименования государства с «Российская Советская Федеративная Социалистическая Республика» на «Российская Федерация» в наименовании почётного звания «Заслуженный изобретатель РСФСР» аббревиатура РСФСР была заменена словами Российской Федерации, при этом сохраняло силу Положение о почётном звании, утверждённое Указом Президиума Верховного Совета РСФСР от 20 апреля 1961 года «Об установлении почётных званий заслуженного изобретателя РСФСР и заслуженного рационализатора РСФСР».
С 1992 года почётное звание присваивалось указами Президента Российской Федерации.

### 1995 год
Указом Президента Российской Федерации от 30 декабря 1995 года № 1341 «Об установлении почётных званий Российской Федерации, утверждении положений о почётных званиях и описания нагрудного знака к почётным званиям Российской Федерации» было установлено почётное звание «Заслуженный изобретатель Российской Федерации» (с отменой Указа Президиума Верховного Совета РСФСР от 20 апреля 1961 года).
Тем же указом было утверждено Положение о почётном звании, в котором говорилось:
Почётное звание «Заслуженный изобретатель Российской Федерации» присваивается авторам изобретений, имеющих важное государственное значение и внедрённых в производство, внёсших крупный вклад в технический прогресс, за многолетнюю плодотворную изобретательскую деятельность.

### 2010 год
Почётное звание «Заслуженный изобретатель Российской Федерации» упразднено Указом Президента Российской Федерации от 7 сентября 2010 года № 1099 «О мерах по совершенствованию государственной наградной системы Российской Федерации».

### 2012 год
Почётное звание «Заслуженный изобретатель Российской Федерации» вновь установлено Указом Президента Российской Федерации от 24 октября 2012 года № 1436 «Об установлении почётного звания „Заслуженный изобретатель Российской Федерации“».
Тем же указом утверждено Положение о почётном звании, в котором говорится:
Почётное звание «Заслуженный изобретатель Российской Федерации» присваивается авторам изобретений, имеющих важное государственное значение и внедрённых в производство, за крупный вклад в технический прогресс и многолетнюю плодотворную изобретательскую деятельность.
Почётное звание «Заслуженный изобретатель Российской Федерации» присваивается при наличии у представленного к награде лица патента на изобретение, а также отзывов предприятий, учреждений и организаций о внедрении изобретения.

## Нагрудный знак
Нагрудный знак имеет единую для почётных званий Российской Федерации форму, изготавливается из серебра; его размеры: высота 40 мм и ширина 30 мм. Он имеет форму овального венка, образуемого лавровой и дубовой ветвями. Перекрещенные внизу концы ветвей перевязаны бантом. На верхней части венка располагается Государственный герб Российской Федерации. На лицевой стороне, в центральной части, на венок наложен картуш с надписью — наименованием почётного звания.
На оборотной стороне имеется булавка для прикрепления нагрудного знака к одежде. Нагрудный знак носится на правой стороне груди.

## Присвоение звания
После временного упразднения 7 сентября 2010 года звания его были удостоены ранее представленные к почётному званию лица (Указ Президента Российской Федерации от 8 сентября 2010 года № 1104.